# يو-571
يو-571 كانت غواصة ألمانية تايب سبعة سي شاركت في الحرب العالمية الثانية، بنتها ألمانيا النازية لبحريتها التي تسمى كريغسمرين. قامت غواصة يو-571 بإحدى عشر دورية خلال الحرب أغرقت خلالها سبع سفن تحمل 47,169 طن، ودمرت واحدة أخرى تحمل 11,394 طن. أستهدفت الغواصة في 28 يناير 1944 عن طريق قنبلة أعماق ألقتها إحدى طائرات شورت سندرلاند من إحدى أسراب الدوريات البحرية العاملة في سلاح الجو الملكي الأسترالي. هذه الغواصة ليست لديها صلة بالفيلم الأمريكي الخيالي يو 571،  لكن الفيلم مبني أكثر على اختطاف غواصة يو-110 من قبل البريطانيين الإستيلاء على شيفرة إنجما ومفاتيح التشفير. تستطيع هذه الغواصة العمل بمحركات تعمل بالديزل والكهرباء من 1700 — 2400 كيلو واط، وتصل لعمق 250-270 متر، وفي حالة وجود حالة حرجة كانت قادرة على «الغوص» حتى 320-350 متر. كان إزاحة الغواصة تقدر بحوالي 769 طن وهي على السطح و 871 طن أثناء الغوص. 